# Arte & Esporte
Arte & Esporte foi uma revista de circulação semanal editada na cidade de Curitiba, estado do Paraná.

## História
Após a extinção da revista “O Shoot”, especializada em futebol, os esportistas curitibanos sentiam falta de um periódico especializado no assunto. Neste contexto surge, em 1921, a revista Arte & Esporte que teve a intenção de suprir as necessidades deste mercado, intercalando a vida futebolística de Curitiba juntamente com os movimentos artísticos da capital paranaense.
Com responsabilidade editorial do, então, fotógrafo e pintor João Baptista Groff (futuramente J.B. Groff seria cineasta) a revista Arte & Esporte era de circulação semanal e atendia a cidade de Curitiba e região. Assim como “O Shoot”, A&E teve vida curta, pois em 1923 o periódico deixou de existir.